# Aleksandr Aleksandrovič Morozov
Aleksandr Aleksandrovič Morozov (in russo Александр Александрович Морозов?; Bežica, 16 ottobre 1904 – Char'kov, 14 giugno 1979) è stato un generale e ingegnere sovietico, responsabile dell'ufficio progettazioni della fabbrica di carri armati KhPZ Zavod 183 di Char'kov per trentasei anni (1940-1976). Fu progettista di alcune versioni migliorate del carro T-34 e dei successivi T-44, T-54/55 e T-64.

## Biografia
Nacque a Bežica (Oblast' di Brjansk, governatorato di Orël) il 16 ottobre 1904, all'interno di una famiglia operaia che nel 1914, alla vigilia dello scoppio della prima guerra mondiale, si trasferì a Char'kov, in Ucraina. Nel 1919, dopo aver frequentato la sesta classe della scuola secondaria, iniziò a lavorare presso la fabbrica di locomotive Komintern Zavod N.75 in qualità di ricopiatore di documenti tecnici. Promosso disegnatore nel marzo 1923, partecipò alla creazione del primo trattore cingolato, il Kommuna, ma interruppe tale attivita per effettuare il servizio militare obbligatorio dal novembre 1926 all'ottobre 1928. Rientrato in servizio presso lo stabilimento incominciò a lavorare presso l'ufficio di progettazione dei carri armati diretto dall'ingegnere Ivan N. Aleksejenko, partecipando alla realizzazione dei carri T-12 e T-24. Tra il 1928 e il 1931 frequentò i corsi per corrispondenza presso l'Istituto di Meccanica e Ingegneria Elettrica Lomonosov di Mosca e del Collegio degli Ingegneri Meccanici di Char'kov, laureandosi in ingegneria. Tra il 1933 e il 1 maggio 1934 frequentò i corsi per carristi presso la sezione addestrativa dell'Armata Rossa di Char'kov, ottenendo il brevetto di capocarro per i mezzi della serie BT.
Il 29 luglio 1936 entrò a far parte dell'ufficio progettazione guidato da Michail I. Koškin che l'anno successivo divenne Capo progettista del Ufficio tecnico di progettazione. Dopo aver partecipato alla realizzazione dei carri veloci A-20 e A-32, con la morte di Koškin avvenuta nell'ottobre 1940, ormai in piena seconda guerra mondiale, assunse egli stesso la guida dell'ufficio progettazione. Dopo l'inizio dell'invasione tedesca del giugno 1941 l'ufficio progettazione e l'intera fabbrica (KhPZ Zavod 183) furono trasferiti a Nižnij Tagil, oltre la catena degli Urali, presso lo stabilimento della Ural Vagon Zavod N. 183, progettando e realizzando tutte le versioni del T-34 successive al Mod.1940 fino al T-34/85. Membro del PCUS dal 1943, elevato al rango di Maggiore Generale del Corpo ingegneri nel 1945, sul finire della guerra realizzò il carro medio T-44, e nel 1948 il T-54/55, per cui fu insignito del Premio Stalin. Ritornò a Kharkov nel corso nel dicembre 1951 ed iniziò a progettare l'innovativo carro Osnovoi tank, che assunse poi la denominazione di T-64, venendo insignito per quest'ultima realizzazione del Premio Lenin.
Deputato presso il Consiglio supremo dell'Unione Sovietica (Quinta legislatura 1958-1962), realizzò anche la versione T-64A (1966), divenendo Dottore in scienze tecniche nel 1972.
Ritiratosi a vita privata il 4 giugno 1976, continuò comunque la sua attività di consulente presso la fabbrica fino alla sua morte, il 14 giugno 1979. Dopo la sua morte la fabbrica fu ribattezzata in suo onore Ufficio tecnico Morozov.

### Onorificenze

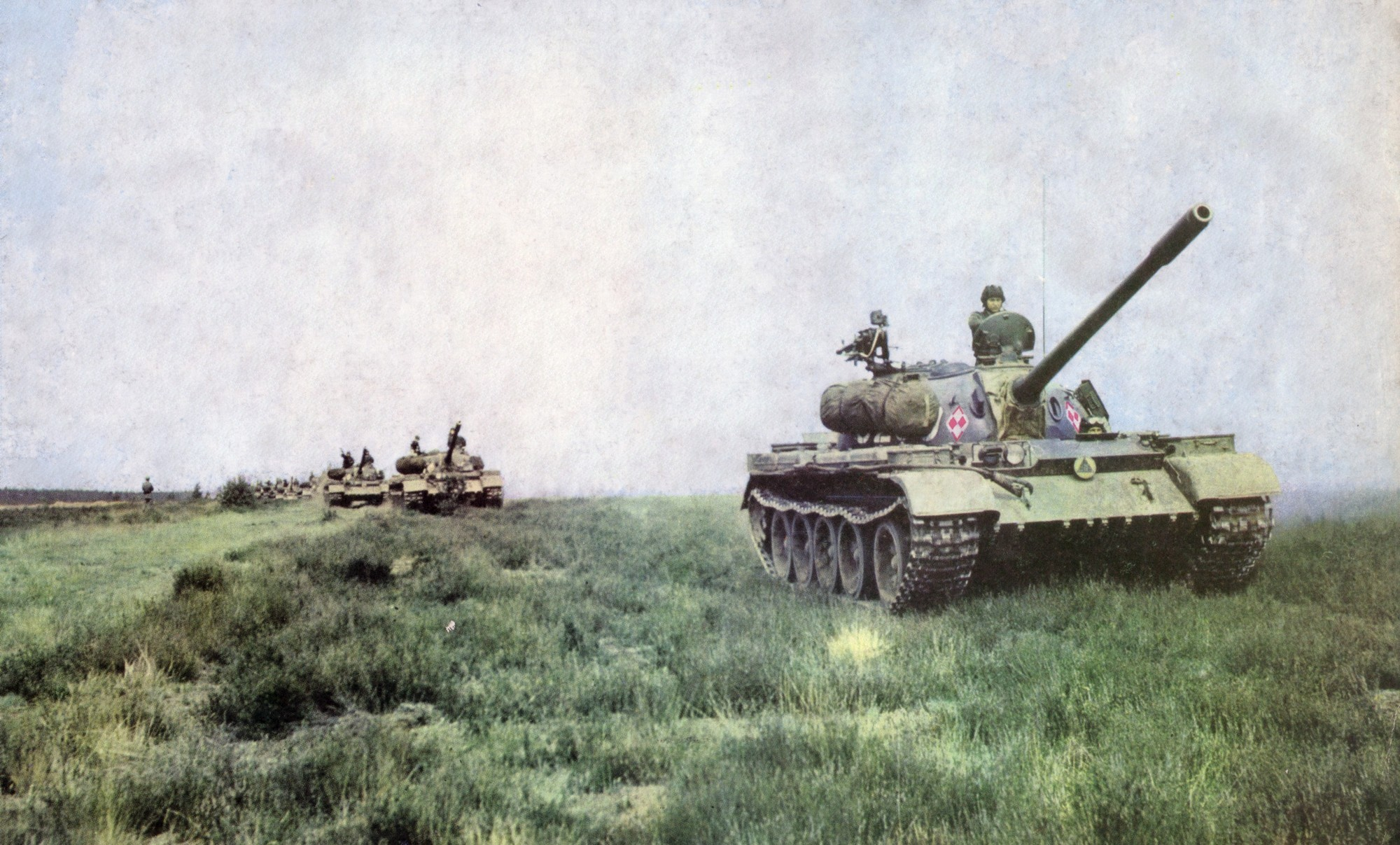
Carri armati T-54A dell'esercito polacco in esercitazione.

### Pubblicazioni
- Enrico Po, Dal T-64 allo Yatagan, in RID- Rivista Italiana Difesa, Chiavari, luglio 2009,  pp. 64-75.